# Eurípedes Barsanulfo
Eurípedes Barsanulfo (Sacramento, 1880. május 1. – Sacramento, 1918. november 1.) brazil tanár. A világ egyik első spritista iskolája, a Colégio Allan Kardec alapítója és első igazgatója.